# Grandview (Ohio)
Grandview és una concentració de població designada pel cens dels Estats Units a l'estat d'Ohio. Segons el cens del 2000 tenia 1.391 habitants.

## Demografia
Segons el cens del 2000, Grandview tenia 1.391 habitants, 494 habitatges, i 375 famílies. La densitat de població era de 123,2 habitants/km².
Dels 494 habitatges en un 37% hi vivien nens de menys de 18 anys, en un 62,3% hi vivien parelles casades, en un 9,9% dones solteres, i en un 23,9% no eren unitats familiars. En el 19,4% dels habitatges hi vivien persones soles el 8,5% de les quals corresponia a persones de 65 anys o més que vivien soles. El nombre mitjà de persones vivint en cada habitatge era de 2,82 i el nombre mitjà de persones que vivien en cada família era de 3,25.
Per edats la població es repartia de la següent manera: un 30,1% tenia menys de 18 anys, un 6,4% entre 18 i 24, un 31,3% entre 25 i 44, un 22,3% de 45 a 60 i un 9,9% 65 anys o més.
L'edat mediana era de 36 anys. Per cada 100 dones de 18 o més anys hi havia 108,4 homes.
La renda mediana per habitatge era de 33.984 $ i la renda mediana per família de 39.917 $. Els homes tenien una renda mediana de 34.167 $ mentre que les dones 21.435 $. La renda per capita de la població era de 17.292 $. Aproximadament el 10,9% de les famílies i el 14,9% de la població estaven per davall del llindar de pobresa.

## Poblacions properes
El següent diagrama mostra les poblacions més properes.